# Thymelaea argentata
Thymelaea argentata es una especie de planta leñosa perteneciente a la familia Thymelaeaceae.

## Hábitat
Es nativo de la región mediterránea occidental íbero-marroquí, en España se distribuye por Alicante, Castellón y Valencia donde crece en matorrales secos calizos próximos al litoral. . 

## Descripción
Es una planta perenne, leñosa aunque flexible, erecta y normalmente ramificada desde la base. Las hojas son densamente peloso-seríceas, linear-lanceoladas, dispuestas de forma alterna a lo largo del tallo y también de modo fasciculado sobre cortas ramas laterales. Las flores son amarillas, no presentan brácteas y se disponen en fascículos de 2 a 9. Florece en marzo. Abril. Mayo. Junio.

## Nombre común
- Catalán: bufalaga argentada, bufalaga nítida.[2]

## Sinonimia
| - Chlamydanthus nitidus (Vahl) C.A.Mey. - Daphne argentata Lam. - Daphne nitida Vahl - Passerina argentata f. segobricensis (Pau) Pau - Passerina argentata (Lam.) Pau - Passerina nitida var. pseudodioica Pau - Passerina nitida (Vahl) Desf. - Passerina segobricensis Pau | - Stellera nitida (Vahl) Kuntze - Thymelaea nitida var. scoparia Coincy - Thymelaea nitida var. segobricensis (Pau) Willk. - Thymelaea nitida (Vahl) Endl. - Thymelaea pseudodioica Pau - Thymelaea segobricensis (Pau) F.W.Schultz - Thymelaea segobricensis (Pau) Pau - Thymelaea virgata var. microphylla Willk. |